# Johnnie Taylor
Johnnie Harrison Taylor, född 5 maj 1934 i Crawfordsville i Arkansas, död 31 maj 2000 i Dallas i Texas, var en amerikansk sångare och låtskrivare. Taylor var en Grammy-nominerad artist som rörde sig inom många olika musikgenrer, alltifrån blues, R&B, soul och gospel till pop, doo-wop och disco.
Johnnie Taylor var medlem i gospelgruppen Highway QCs, som grundades av Sam Cooke. Hans sångröst var slående lik Cookes och han anställdes senare för att ersätta honom i gospelgruppen The Soul Stirrers 1957.

## Diskografi
- Wanted: One Soul Singer (1967)
- Who's Making Love... (1968)
- Raw Blues (1968)
- Rare Stamps (1968)
- The Johnnie Taylor Philosophy Continues (1969)
- Everybody Knows (1970)
- One Step Beyond (1971)
- Open House At My House (1973)
- Taylored in Silk (1973) med I Believe in You
- Super Taylor (1974)
- Eargasm (1976)
- Rated Extraordinaire (1977)
- Reflections (1977)
- Disco 9000 (1977)
- Ever Ready (1978)
- She's Killing Me (1979)
- A New Day (1980)
- I'm So Proud (1982)
- The Complete Beverly Glen Music Sessions (1984)
- This Is Your Night (1984)
- Wall To Wall (1985)
- Lover Boy (1987)
- In Control (1988)
- Crazy 'Bout You (1989)
- Just Can't Do Right (1991)
- Good Love (1996)
- Cheaper to Keep Her (1997)
- Taylored To Please (1998)
- Gotta Get The Groove Back (1999)
- There's No Good In Goodbye (2003)
- Live at the Summit Club (2007)

## Filmografi i urval
- 1970 - Della (TV-serie)
- 1973 - Wattstax  (dokumentär)
- 1973-1976 - American Bandstand (TV-serie)
- 1976-1986 - Soul Train (TV-serie)